# フェリックス・ツヴァイヤー
フェリックス・ツヴァイヤー（独: Felix ZWAYER、1981年5月19日 - ）は、ドイツ出身のサッカー審判員。
2012年のオーストリア対ウクライナでAマッチデビュー。
2013-2014のブンデスリーガで最優秀審判賞を受賞。
10部のリーグで笛を吹くこともある。

## 記録
- ブンデスリーガ
  - 2013-2014 16試合 イエローカード/63枚、レッドカード/4枚